# Związek gmin Salem
Związek gmin Salem – związek gmin (niem. Gemeindeverwaltungsverband) w Niemczech, w kraju związkowym Badenia-Wirtembergia, w rejencji Tybinga, w regionie Bodensee-Oberschwaben, w powiecie Jezioro Bodeńskie. Siedziba związku znajduje się w miejscowości Salem, przewodniczącym jego jest Manfred Härle.
Związek gmin zrzesza trzy gminy wiejskie:
- Frickingen, 2 745 mieszkańców, 24,46 km²
- Heiligenberg, 2 819 mieszkańców, 40,77 km²
- Salem, 11 164 mieszkańców, 62,70 km²